# Grangettes
Grangettes is een gemeente en plaats in het Zwitserse kanton Fribourg, en maakt deel uit van het district Glâne.
Grangettes telt 145 inwoners.